# La Paz (delstatshuvudstad i Mexiko, Baja California Sur, La Paz)
La Paz är en delstatshuvudstad i Mexiko.   Den ligger i kommunen La Paz och delstaten Baja California Sur, i den västra delen av landet, 1 300 km väster om huvudstaden Mexico City. La Paz ligger 47 meter över havet och antalet invånare är 171 485.
Terrängen runt La Paz är platt åt nordväst, men åt sydost är den kuperad. Havet är nära La Paz åt nordväst. Runt La Paz är det glesbefolkat, med 20 invånare per kvadratkilometer. La Paz är det största samhället i trakten. Omgivningarna runt La Paz är i huvudsak ett öppet busklandskap. I trakten runt La Paz finns ovanligt många namngivna stränder.